# Yona (Guam)
Yona (en chamorro: Yo’ña /d͡zoˈɲa/) es un pueblo en la costa este de la isla de Guam. Según el censo del año 2000, la población era de 6484 habitantes. 

## Historia
El pueblo ha sido históricamente una comunidad ganadera y ahora se ha transformado en más residencial. Durante la Segunda Guerra Mundial, los japoneses forzaron a los chamorros, habitantes indígenas de la isla, a marchar hacia campos de concentración en el norte de Guam. Las prisiones en el área de Manegon y en el municipio de Yona desaparecieron en cuanto los norteamericanos liberaron la isla. Los tanques japoneses cerca del área del río Segua sirven como recuerdos de la guerra.  
A día de hoy, en Yona está el Leo Palace Resort que es uno de los principales atractivos turísticos de la isla (campos de golf y complejo hotelero).

## Geografía
El municipio de Yona tiene un área de 20mi² (52km²) y está localizado en la franja este de la isla de Guam, entre el río Pago y el Togcha. El centro de la ciudad está localizado encima de los acantilados que hay en la bahía de Pago y la bahía de Ylig. Las áreas residenciales se encuentran al sur, siendo los Jardines de Baza la principal zona residencial. 

## Lugares de interés
- Cataratas de Sigua
- Cataratas de Tarzan
- Parque acuático de Taga'Chang
- Campo de golf Windward Hills
- Campo de golf Country Club of the Pacific
- Campo de golf Manengon Hills Golf